# Il segno del comando (gruppo musicale)

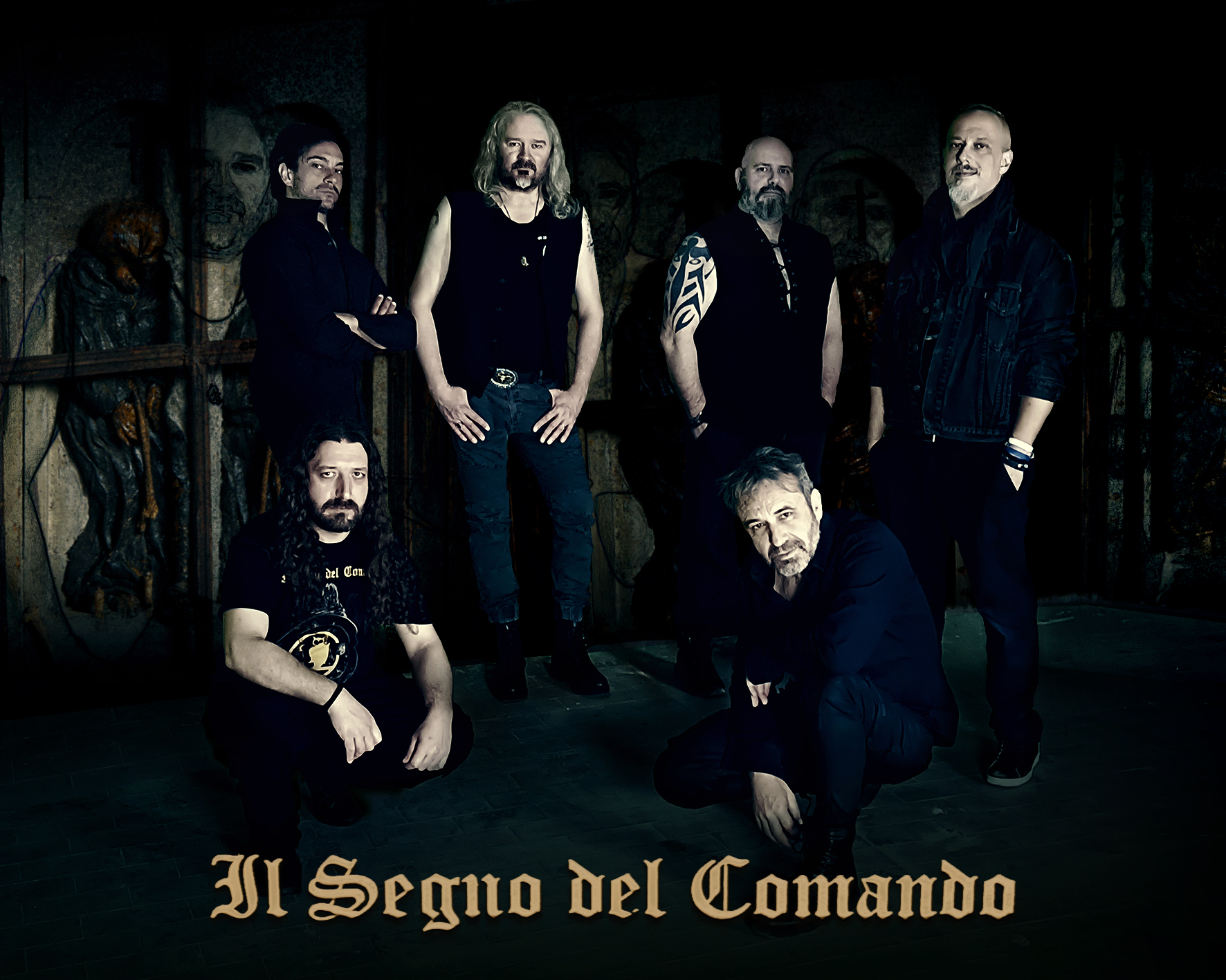
Il Segno del Comando

Il Segno del Comando è un gruppo rock progressivo caratterizzato da sonorità cupe e temi legati a opere letterarie di carattere esoterico e fantastico.

## Biografia
Il Segno del Comando nasce a Genova nel 1995 come progetto da studio e realizza, nell’anno successivo, il primo LP omonimo che viene pubblicato da Black Widow Records. L’intenzione dei creatori del gruppo è quella di compiere un’opera di recupero delle sonorità e dei canoni estetici passati. Il disco, infatti, ruota attorno al famoso romanzo di Giuseppe D’Agata, dal quale lo stesso gruppo prende il nome e dal quale è tratto lo sceneggiato che ha fatto da apripista alla lunga serie di produzioni, a puntate, dedicate al mistero e prodotte della RAI (Radiotelevisione Italiana) negli anni settanta.
Musicalmente la band utilizza un approccio in stile jazz-rock-prog-dark-soundtrack che, per quanto molto personale, trae ispirazione dai grandi gruppi del passato (Goblin, Jacula, Il Balletto di Bronzo… solo per citarne alcuni).
Dopo la partecipazione ad alcune raccolte, viene realizzato il secondo full lenght “Der Golem” (BWR - 2001). Questo lavoro, a differenza del suo predecessore, è caratterizzato per lo più dal recupero di sonorità e stilemi di costruzione melodica tipici della tradizione Mitteleuropea che vengono riutilizzati e coniugati ad un approccio squisitamente sperimentale.
A livello lirico, il concept in questione, rivisita il romanzo esoterico “Der Golem” di Gustav Meyrink.
Essendo un progetto da studio che arruola da sempre musicisti coinvolti stabilmente in altri progetti, Il Segno del Comando, resta inattivo fino al 2010 (malgrado non manchino idee e materiale per concretizzare nuovi lavori) anno in cui, per volontà della BWR e di Diego Banchero, riprende la via dello studio con un ulteriore e importante cambiamento di line up (lo stesso Banchero si trova a gestirne da solo la leadership. Il gruppo partecipa nello stesso anno ad un tribute album dedicato alla band Pierrot Lunaire e pubblicato dalla vicentina MP Records iniziando, subito dopo, i lavori di un nuovo LP.
Il concept dell’album trae ispirazione del romanzo “Il Volto Verde” di Gustav Meyrink opera che, come è noto, rappresenta uno dei punti cardine del testamento esoterico dello scrittore stesso.
Il Segno del Comando ha realizzato il primo video "Chidher il Verde" ed e' in procinto di iniziare una serie di date esclusive a partire dal 2015.
Nel mese di Maggio 2017 Il Segno del Comando pubblica un altro album in edizione limitata: "...AL PASSATO, AL PRESENTE, AL FUTURO..." LIVE IN STUDIO. CD autoprodotto (100 copie).
Il 2 novembre 2018 la band pubblica il nuovo album "L'Incanto dello Zero".
Il 29 giugno 2020 Il Segno del Comando suona al Black Water's Prog Nignts Fest (Boffalora) con artisti del calibro di Jumbo, Aldo Tagliapietra (Le Orme), Martin Barre (Jetro Tull).
In data 5 febbraio 2020 Il Segno del Comando viene scelto per aprire la data genovese del Banco del Mutuo Soccorso al teatro Politeama. Nel mese di Luglio partecipa al Porto Antico Progfest assieme a Jus Primae Noctis e al Balletto di Bronzo.
Il 30 ottobre 2022 la band suona in Olanda nel prestigioso locale prog t-Blok. A Settembre dello stesso anno viene pubblicato un nuovo album: Il Domenicano Bianco per Nadir Music. Questa uscita discografica viene presentata durante il 2 Days Prog + 1 di Revislate (Veruno) in un festival che vede tra gli headliner band come: ORK, Pain of Salvation, Big Big Train, Pure Reason Revolution, Unitopia e Ozric Tentacles.
Dopo diverse apparizioni live, nel 2024, lo storico batterista Fernando Cherchi lascia la band e al suo posto viene chiamato Paolo Serboli batterista veterano dalle forti influenze rock/metal

## Formazione attuale
- Diego Banchero - Basso
- Davide Bruzzi - Chitarra
- Roberto Lucanato - Chitarra
- Riccardo Morello - Voce
- Beppi Menozzi - Tastiere
- Paolo Serboli - Batteria

## Discografia

### Album in studio
- 1997: Il Segno del Comando (CD+LP, Black Widow Records)
- 2002: Der Golem (CD+LP, Black Widow Records)
- 2013: Il volto verde (CD+LP, Black Widow Records)
- 2018: L'Incanto dello Zero (CD+LP, Black Widow Records)
- 2023: Il Domenicano Bianco (CD, Black Widow Records)

### Album dal vivo
- 2017: ...Al passato, al presente, al futuro... Live in Studio (CD+LP)
- 2025: Sublimazione, live (CD)